# María Roselia Jiménez Pérez
María Roselia Jiménez Pérez (Comitán de Domínguez, Chiapas; 30 de agosto de 1959) es una política, maestra, escritora y cantante mexicana, difusora del idioma tojolabal. Como miembro del Partido del Trabajo, es diputada federal para el periodo desde 2018 hasta 2021.

## Reseña biográfica
María Roselia Jiménez Pérez es licenciada en Educación Primaria por la Dirección General de Educación Normal y Actualización del Magisterio y licenciada en Educación Media por la Escuela Normal Superior de Chiapas. En el ejercicio del magisterior es integrante de la Coordinadora Nacional de Trabajadores de la Educación (CNTE).
Ha destacado como promotora cultural bilingüe español-tojolabal, siendo cantante, traductora y escritora en dicha lengua indígena. Es miembro de la Asociación Nacional de Escritores en Lenguas Indígenas.
En su carrera política ha sido comisariada ejidal de Campesinos Unidos en Comitán, Chiapas; y coordinadora municipal del PT en el mismo municipio. En 2018 fue postulada candidata a diputada federal por la coalición Juntos Haremos Historia, siendo electa a la LXIV Legislatura por el Distrito 8 de Chiapas. En la Cámara de Diputados es secretaria de la comisión de Pueblos Indígenas; e integrante de la comisión Bicamaral de Concordia y Pacificación del Congreso de la Unión; y de las de Justicia; y de Salud.